# Чечёткин, Владимир Степанович
Владимир Степанович Чечёткин (1 августа 1937, Московская область — 10 апреля 2020, Чита, Забайкальский край) — советский организатор и руководитель геолого-разведочного производства. Главный геолог Читинского производственного геологического объединения в 1985—1993 годах. Заслуженный работник промышленности СССР (1990).

## Биография
Родился 1 августа 1937 года в городе Шатура Московской области.
Окончив в 1955 году среднюю школу в городе Новосибирск, поступил на геолого-разведочный факультет Томского политехнического института, по окончании которого в 1960 году получил специальность «Горный инженер-геолог» со специализацией «Поиск и разведка руд редких и радиоактивных элементов».
С 1960 года работал в Читинском геологическом управлении (ЧГУ): старшим техником-геологом, инженером-геологом, начальником партии Удоканской геолого-разведочной экспедиции. В 1966–1969 годах — старший геолог поисковой партии, впервые оценившей запасы титаномагнетитовых руд Читинской области. В 1970—1985 годах — главный геолог Удоканской экспедиции ЧГУ.
Под его руководством сотрудники экспедиции провели оценку многочисленных месторождений края — медистых песчаников, железистых кварцитов, коксующихся углей, редких металлов, сынныритов, а также месторождений естественных строительных материалов и подземных вод. За высокие производственные достижения по итогам восьмой пятилетки (1966—1970) награждён орденом Трудового Красного Знамени, а по итогам десятой пятилетки (1976—1980) — орденом Ленина.
С 1985 года — главный геолог Читинского производственного геологического объединения (ПГО «Читагеология») Министерства геологии РСФСР.
Под его руководством были разведаны Апсатское месторождение каменного угля, Голевское месторождение сынныритов, Катугинское криолит-редкоземельно-редкометалльное месторождение, Удоканское месторождение меди, Чинейское месторождение железотитанванадиевых и медных руд, выполнена государственная программа по наращиванию минерально-сырьевой базы Читинской области, открыт ряд россыпных и коренных месторождений золота, месторождения и перспективные проявления молибдена, флюорита, меди, угля, цеолитов, магнезитов, подземных вод и других полезных ископаемых. Внес вклад в становление системы лицензионного недропользования в Читинской области.
В 1987 году защитил диссертацию по теме «Минеральные ресурсы в зоне БАМ на севере Читинской области: перспективы развития и освоения» с присвоением степени кандидата геолого-минералогических наук.
В 1993—1999 годах — председатель Комитета по геологии и использованию недр Читинской области (с 2008 года — Забайкальский край).
С 1999 года — исполнительный директор Чититинского регионального отделения Российского геологического общества. Член редколлегии регионального научно-популярного журнала «Забайкалья: наука, культура, жизнь» (с 2003). Автор более 100 научных публикаций, 3 авторских свидетельств на изобретения.
В 2007 году был принят по конкурсу в лабораторию комплексной оценки эффективного освоения и сохранения месторождений Забайкалья Читинского филиала Института горного дела Сибирского отделения Российской академии наук (ИГД СО РАН). Внёс существенный вклад в обоснование предложенной комбинированной схемы разработки Удоканского месторождения с использованием физико-химических геотехнологий.
С 2015 года — на пенсии.
Жил в Чите.
Заслуженный работник промышленности СССР (17.01.1990, знак № 12) — за большие успехи в повышении производительности труда, улучшении качества продукции и высокое профессиональное мастерство. Почётный разведчик недр СССР (1984).
Кандидат геолого-минералогических наук (1987). Член-корреспондент Международной академии медицинской реабилитации (1996).
Скончался 10 апреля 2020 года в Чите, Забайкальский край.

## Награды
- орден Ленина (10.03.1981);
- орден Трудового Красного Знамени (20.04.1971);
- Медаль «Ветеран труда»;
- медаль «За заслуги перед Читинской областью» (2007).

## Сочинения
- Минерально-сырьевая база Читинской области – Чита, 1997 г. (совм. с др.);
- Геологические исследования и горно-промышленный комплекс Забайкалья (совм. с др.). – Новосибирск, 1999 г. (совм. с др.).